# Peter Frampton (Maskenbildner)
Peter Frampton (* 1950 in London, England) ist ein britischer Maskenbildner und Oscarpreisträger.

## Leben und Karriere
Framptons größter Erfolg als Maskenbildner war der Film Braveheart, für welchen er für seinen vierten BAFTA Award nominiert wurde und zusammen mit Paul Pattison und Lois Burwell seinen ersten Oscar gewann. Frampton unterrichtete nach seinem Rückzug aus dem Filmgeschäft in Vollzeit an der Frampton Institut für Cinemagraphic Make-up in Australien. Durch eine Begegnung in einem Flugzeug, wo Frampton stets mit potenziellen Studenten spricht, verhalf er der Australierin Joanna Blair zu ihrem Einstieg ins Filmgeschäft.

Framptons Vater Harry Frampton war ebenfalls als Maskenbildner tätig.

## Filmografie (Auswahl)
- 1969: Mörder GmbH (The Assassination Bureau)
- 1971: Say Hello to Yesterday
- 1971: I, Monster
- 1971: Wer Gewalt sät (Straw Dogs)
- 1972: Frenzy
- 1973: Sheila
- 1973: Tunnel der lebenden Leichen (Death Line)
- 1981: Ragtime
- 1982: Victor/Victoria
- 1982: Pink Floyd The Wall
- 1982: Der rosarote Panther wird gejagt (Trail of the Pink Panther)
- 1983: Philip Marlowe, Private Eye (Fernsehserie)
- 1983: Der Fluch des rosaroten Panthers (Curse of the Pink Panther)
- 1983: Ein tollkühner Himmelhund (Bullshot)
- 1984: Kopenhagen – Mitten in der Nacht (Midt om natten)
- 1984: Greystoke – Die Legende von Tarzan, Herr der Affen (Greystoke: The Legend of Tarzan, Lord of the Apes)
- 1984: Oxford Blues – Hilfe, die Amis kommen (Oxford Blues)
- 1984: Jazzin’ for Blue Jean (Kurzfilm)
- 1986: Lady Jane – Königin für neun Tage (Lady Jane)
- 1986: Absolute Beginners – Junge Helden (Absolute Beginners)
- 1986: Sid & Nancy (Sid and Nancy)
- 1987: Zwischen den Zeilen (84 Charing Cross Road)
- 1987: Withnail & I
- 1988: Die vergessene Insel (Pascali's Island)
- 1988: Bestie Krieg (The Beast of War)
- 1988: Genie und Schnauze (Without a Clue)
- 1989: Ein erfolgreicher Mann (How to Get Ahead in Advertising)
- 1989: Henry V. (Henry V)
- 1989: Ein Yankee aus Connecticut an König Arthurs Hof (A Connecticut Yankee in King Arthur's Court) (Fernsehfilm)
- 1991: Der Kuß vor dem Tode (A Kiss Before Dying)
- 1991: Die Commitments (The Commitments)
- 1991: Unter Verdacht (Under Suspicion)
- 1992: Im Glanz der Sonne (The Power of One)
- 1992: Peter’s Friends
- 1993: Der Sohn des rosaroten Panthers (Son of the Pink Panther)
- 1993: Little Buddha
- 1994: Rapa Nui – Rebellion im Paradies (Rapa Nui)
- 1994: Willkommen in Wellville (The Road to Wellville)
- 1995: Braveheart

## Auszeichnungen
- 1985: BAFTA Award: Auszeichnung in der Kategorie Bestes Make-up für Greystoke – Die Legende von Tarzan, Herr der Affen
- 1986: BAFTA Award: Nominierung in der Kategorie Bestes Make-up für The Emerald Forest
- 1987: BAFTA Award: Nominierung in der Kategorie Bestes Make-up für Sid and Nancy
- 1996: BAFTA Award: Nominierung in der Kategorie Bestes Make-up für Braveheart
- 1996: Oscar: Auszeichnung in der Kategorie Bestes Make-up und Beste Frisuren für Braveheart